# Kristiine Miilen
Kristiine Miilen (Viljandi, 4 dicembre 1996) è una pallavolista estone, schiacciatrice del Vandœuvre Nancy.

## Carriera

### Club
La carriera di Kristiine Miilen inizia nella stagione 2012-13 nell'Audentese, nella Eesti Meistrivõistlused, per poi passare nel corso della stessa annata al Viljandi Metall, con cui vince la Coppa di Estonia e lo scudetto. Nella stagione 2014-15 veste la maglia del Duo, sempre nella massima divisione estone.
Per il campionato 2015-16 si trasferisce al club finlandese del Woman, in Lentopallon Mestaruusliiga, dove resta per due annate, mentre in quello 2017-18 è nella Ligue A con il Saint-Raphaël; resta in Francia per la stagione 2018-19 giocando però per il Terville Florange, in Élite.
Nella stagione 2019-20 viene ingaggiata dal Pannaxiakos, nella Volley League greca: tuttavia a campionato in corso passa al Béziers, in Ligue A. Nell'annata 2021-22 si accasa al Vandœuvre Nancy, sempre nella massima divisione francese, per poi accettare l'offerta dell'Hermaea per la stagione 2022-23, militante nella Serie A2 italiana. Per il campionato 2023-24 ritorna al Vandœuvre Nancy, in Ligue A.

### Nazionale
Dal 2012 al 2014 ha fatto parte della nazionale Under-19 estone, mentre nel 2013 è stata convocata in quella Under-18 e nel 2015 in quella Under-20.
Nel 2017 ottiene le prime convocazioni nella nazionale maggiore.

## Palmarès

### Club
- Campionato estone: 1

2012-13
- Coppa di Estonia: 1

2012-13